# Station Bonneville
Station Bonneville is een spoorwegstation in de Franse gemeente Bonneville.